# OnyX
Pour les articles homonymes, voir Onyx.
OnyX est un logiciel utilitaire multifonction gratuit pour les ordinateurs Macintosh, équipés d'un microprocesseur Intel et d'une puce Apple Silicon (ou PowerPC pour les anciennes versions), équipés du système d'exploitation macOS (anciennement Mac OS X et OS X).

## Description
C'est un utilitaire multifonction qui permet notamment de : vérifier la structure du système de fichiers ; exécuter les principales opérations de maintenance du système ; configurer certains paramètres cachés du système et de certaines applications ; vider les caches Internet, des applications, des polices, du système, etc. ; forcer la corbeille à se vider ; supprimer un certain nombre de fichiers et dossiers obsolètes et devenus encombrants.

## Développement
Créée en 2003 par Joël Barrière alias Titanium, la toute première version n'était destinée qu'à son développeur pour ses besoins personnels.
Développé à l'aide de Xcode, l'environnement de développement d'Apple, OnyX est régulièrement mise à jour par son créateur.
OnyX est un donationware. C'est une application gratuite, utilisable aussi longtemps que vous le désirez, copiable et diffusable autant de fois que vous le souhaitez. Elle est traduite en plusieurs langues grâce à l'aide d'utilisateurs  et de traducteurs professionnels bénévoles.

Trois applications également gratuites et dérivées du code source d'OnyX ont vu le jour :
- Maintenance qui permet de n'exécuter que les opérations de maintenance et de nettoyage du système ;
- Deeper qui propose de modifier de nombreux paramètres cachés du système et des applications ;
- CalHash qui permet de calculer et de comparer la somme de contrôle d'un fichier.

## Versions
Il y a une version d'OnyX pour chaque version du système :
- pour Mac OS X 10.2 (Jaguar) : OnyX version 1.3.1 (ordinateur Macintosh avec sous-système BSD).
- pour Mac OS X 10.3 (Panther) : OnyX version 1.5.3 (ordinateur Macintosh avec sous-système BSD).
- pour Mac OS X 10.4 (Tiger) : OnyX version 1.8.6 (ordinateur Macintosh PowerPC ou Intel).
- pour Mac OS X 10.5 (Leopard) : OnyX version 2.0.6 (ordinateur Macintosh PowerPC ou Intel).
- pour Mac OS X 10.6 (Snow Leopard) : OnyX version 2.4.0 (ordinateur Macintosh Intel).
- pour Mac OS X 10.7 (Lion) : OnyX version 2.4.8 (ordinateur Macintosh Intel).
- pour OS X 10.8 (Mountain Lion) : OnyX version 2.7.4 (ordinateur Macintosh Intel).
- pour OS X 10.9 (Mavericks) : OnyX version 2.8.9 (ordinateur Macintosh Intel).
- pour OS X 10.10 (Yosemite) : OnyX version 3.0.2 (ordinateur Macintosh Intel).
- pour OS X 10.11 (El Capitan) : OnyX version 3.1.9 (ordinateur Macintosh Intel).
- pour macOS 10.12 (Sierra) : OnyX version 3.3.1 (ordinateur Macintosh Intel).
- pour macOS 10.13 (High Sierra) : OnyX version 3.4.9 (ordinateur Macintosh Intel).
- pour macOS 10.14 (Mojave) : OnyX version 3.6.8  (ordinateur Macintosh Intel).
- pour macOS 10.15 (Catalina) : OnyX version 3.8.7  (ordinateur Macintosh Intel).
- pour macOS 11 (Big Sur) : OnyX version 4.0.1  (ordinateur Macintosh Intel et M1).
- pour macOS 12 (Monterey) : OnyX version 4.1.4  (ordinateur Macintosh Intel et M1).
- pour macOS 13 (Ventura) : OnyX version 4.3.7  (ordinateur Macintosh Intel et M1).

Les versions pour OS X Mavericks, Yosemite, El Capitan, pour macOS Sierra, High Sierra et Mojave sont des applications signées (développeur identifié par Apple).
Les versions pour macOS Catalina, Big Sur, Monterey et Ventura sont signées et notariées.